# (6054) Ghiberti
(6054) Ghiberti es un asteroide perteneciente al cinturón de asteroides, región del sistema solar que se encuentra entre las órbitas de Marte y Júpiter, descubierto el 24 de septiembre de 1960 por Cornelis Johannes van Houten en conjunto a su esposa también astrónoma Ingrid van Houten-Groeneveld y el astrónomo Tom Gehrels desde el Observatorio del Monte Palomar, Estados Unidos.

## Designación y nombre
Designado provisionalmente como 4019 P-L. Fue nombrado Ghiberti en homenaje a Lorenzo Ghiberti, uno de los escultores italianos más famosos. En el año de la peste de 1400, prometió crear nuevos pórticos para el Baptisterio, la iglesia más antigua de Florencia. Donatello, Brunelleschi y Ghiberti, crearon juntos la puerta de bronce, la llamada puerta del Paraíso, en 41 años. En 1414 Ghiberti creó la primera gran estatua de bronce renacentista de San Juan Bautista. También trabajó en Siena.

## Características orbitales
Ghiberti está situado a una distancia media del Sol de 2,411 ua, pudiendo alejarse hasta 2,662 ua y acercarse hasta 2,161 ua. Su excentricidad es 0,103 y la inclinación orbital 2,163 grados. Emplea 1367,93 días en completar una órbita alrededor del Sol.

## Características físicas
La magnitud absoluta de Ghiberti es 13,9. Tiene 4,895 km de diámetro y su albedo se estima en 0,223. 